# Bathymodiolus azoricus
Bathymodiolus azoricus Cosel & Comtet, 1999 é uma espécie de moluscos bivalves pertencentes à famíllia Mytilidae, comuns em torno das fontes hidrotermais do oceano profundo em torno dos Açores. B. azoricus, como as restantes espécies do género Bathymodiolus, depende da presença de endossimbiontes nas suas guelras, vivendo em simbiose com duas espécies fisiológica e filogeneticamente distintas de Gammaproteobacteria, uma quimioautotrófica oxidante de compostos de enxofre e outra oxidante do metano.

## Caraterísticas
O Bathymodiolus azoricus pertence à classe Bivalvia, do filo Mollusca que inclui seres vivos aquáticos designados, geralmente, por bivalves. Este grupo srugiu no Câmbrico, é constituído por cerca de 15000 espécies. A diversificação das subclasses ocorre através da análise do tipo e estrutura das brânquias nos organismos vivos e, também, da examinação das valvas dos bivalves fósseis. O B. azoricus pertence à subclasse Pteriomorphia, logo possui guelras do tipo lamelibrânquio e são epibênticos.
Mais especificamente, este bivalve possui um exosqueleto, neste caso uma concha sólida composta por aragonite, calcite e quitina. 
O seu tamanho varia entre 2 a 200mm.

## Morfologia
A concha dos bivalves contém duas valvas, semelhante à dos braquiópodes. Contudo, neste grupo as valvas são iguais, mas inequilaterais, sendo que o plano de simetria é paralelo à charneira. As valvas são unidas por ligamentos e músculos aductores (são o principal sistema muscular). Esta classe de seres vivos possui a capacidade de  juntar e fechar a concha, mediante a contração dos músculos aductores.
As valvas conectam-se pela charneira, através de um conjunto de expansões carbonatadas e respetivas fossetas, onde encaixam na valva oposta. No caso dos mexilhões, a charneira é do tipo disodonte, ou seja, os dentes são pequenas saliências junto ao umbo.
O manto, particularidade do filo Mollusca, faz parte dos bivalves e situa-se fixo e confinado na concha.

## Habitat
Este bivalve marinho é restrito a fonte hidrotermal de profundidade ao longo da Dorsal Meso-Atlântica no Oceano Atlântico. Atualmente, é conhecido em três locais restritos, zonas com fumarolas pretas ativas e locais de ventilação difusa. Localizam-se a profundidades entre os 850 e os 2.350 m. Estes locais são os campos de ventilação Menez-Gwen, Lucky Strike e, em menor extensão, no Rainbow.
Os locais onde habita situam-se na Zona Económica Exclusiva dos Açores, Portugal, exceto uma que apesar de se encontrar fora da jurisdição nacional em Águas Internacionais, está incluída no Parque Marinho dos Açores.

## Simbiose
Ao contrário de outras simbioses a espécie B. azoricus é mixotrofista, ou seja, possui um intestino funcional e um sulco de alimentação para a nutrição por filtro. Além destas características, possui organismos quimiossintéticos nas suas brânquias (Page et al., 1991 ; Gustafson et al., 1998; Von Cosel et al., 1999 ; Riou et al., 2010) .
No entanto, a fase apossimbiótica B. azoricus, em aquários de laboratório, apresenta uma redução geral da sua aptidão e saúde (Raulfs et al., 2004 ; Kádár et al., 2005 ), sugerindo que, apesar de sua flexibilidade nutricional, os mexilhões B. azoricus dependem dos seus simbiontes para o sustento a longo prazo.
As comunidades densas destas populações de mexilhões situam-se em campos de ventilação a Norte do MAR, incluindo Menez-Gwen, Lucky Strike e, em menor extensão, no Rainbow. Esta espécie é considerado um indivíduo dominante na área de Junção Tripla dos Açores.
B. azoricus mantém uma parceria simbiótica estável com dois filotipos de Gammaproteobactérias distintas que vivem dentro das suas brânquias. Este mexilhão fornece uma parte substancial da sua alimentação para a bactéria simbiótica quimioautotrófica (que oxida enxofre) e metanotrófica (utiliza o metano como fonte de energia e de carbono) que vive nas suas brânquias e utiliza as fontes de ventilação para produzir compostos orgânicos e energia (Fiala-Médioni & Felbeck, 1990 ; Raulfs et al., 2004 ). A localização dos simbiontes dentro dos bacteriócitos hospedeiros permite interações metabólicas intrincadas entre o hospedeiro e os simbiontes. Presumivelmente, o hospedeiro adquire nutrientes dos simbiontes digerindo-os por meio de enzimas de degradação lisossómica (Streams et al., 1997 ; Fiala-Médioni et al., 2002 ; Kádár et al., 2008 ).
Embora é possível detetar a presença de endossimbiontes quimioautotróficos nas brânquias do B. azoricus, este mexilhão manifesta um comportamento de filtrador, não só para a alimentação de matéria orgânica particulada (Le Pennec & Hily, 1984 ; Le Pennec & Prieur, 1984 ; Le Pennec et al., 1990 ), mas também para o fornecimento de metano ou sulfureto de hidrogénio para os seus simbiontes e para a respiração (Desbruyères et al., 2001 ).

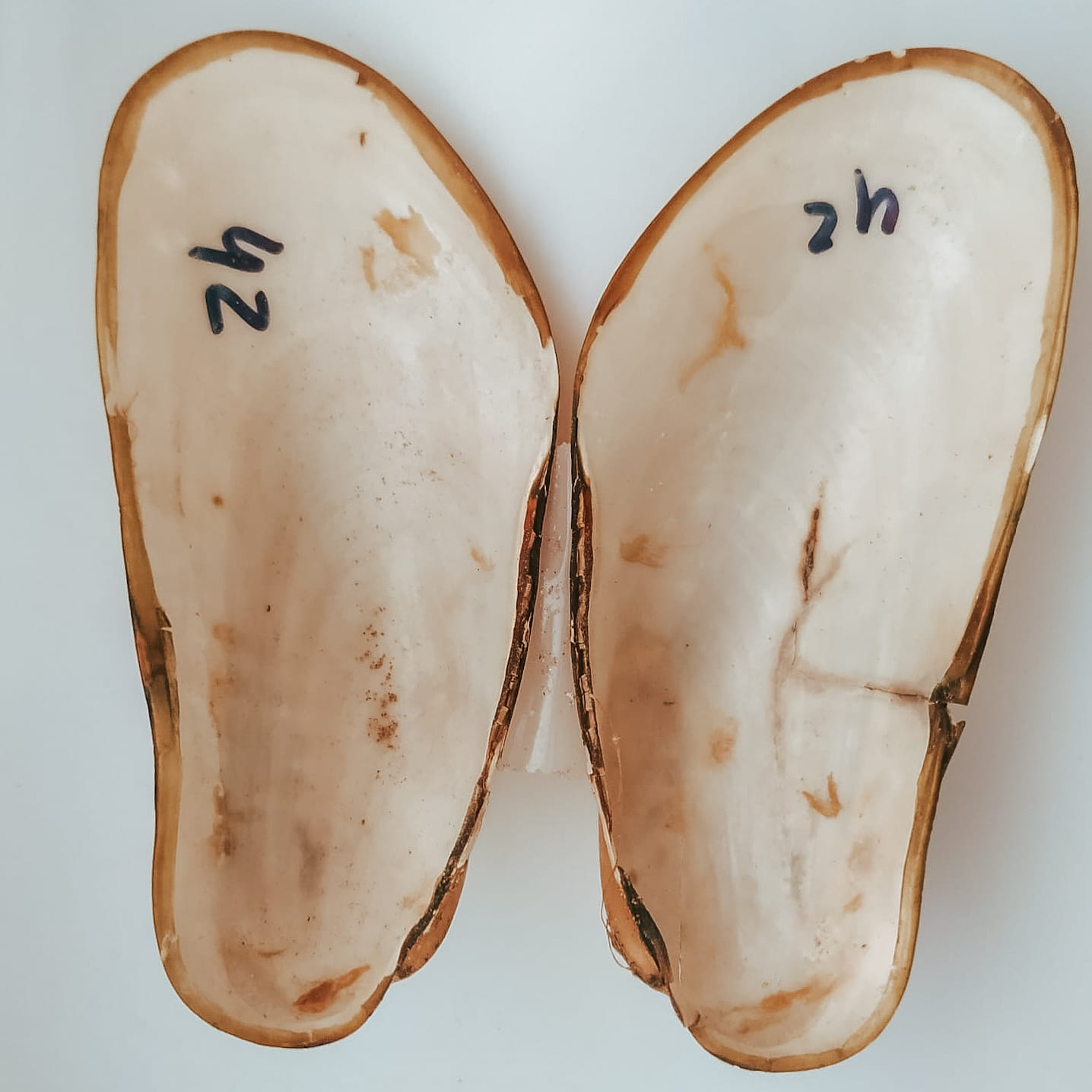
Concha aberta de Bathymodiolus azoricus.

## População
As populações de B. azoricus foram amostradas apenas por veículos operados remotamente e, dada a presença em profundidade, é difícil determinar o status da população (Von Cosel et al. 1999, Duperron et al. 2006). 
Em todas as populações de B.azoricus em Menez-Gwen, Lucky Strike e no Rainbow foi observada especificidade nos genes dos tecidos. 
Eva Martis e Raul Bettencourt  estudaram os tecidos das brânquias, das glândulas digestivas, do manto, do músculo adutor e do pé foram para abordar funções biológicas e estruturais possivelmente ligadas a um padrão de expressão genética específico de cada tecido envolvido nas respostas imunológicas e antioxidantes do B.azoricus e mecanismos de adaptação à fonte hidrotermal baseada em simbioses quimiossintéticas.
Para cada tecido, a tendência detalhada da expressão genética foi caracterizada e supostamente ligada a um determinado papel fisiológico. Por exemplo, a presença de microrganismos na glândula digestiva desencadeia a expressão de genes de reconhecimento imunológico. Correspondentemente, esses perfis de expressão genética parecem ser maiores quando comparados aos outros tecidos. Essa tendência pode ser facilmente percebida como um mecanismo crucial para manter um equilíbrio saudável entre a presença e a eliminação de microrganismos desnecessários na glândula digestiva.
Por outro lado, o músculo adutor apresentou os menores níveis de expressão genética, denotando uma tendência geral de regulação negativa nas diferentes populações de B.azoricus e nos demais tecidos analisados. Esses níveis mais baixos de mRNA transcricional sugerem uma atividade basal nos níveis de resposta imune, antioxidante e apoptótica no músculo adutor.

## Ameaças
A exploração de recursos minerais de sulfetos polimetálicos, que se formam em fontes hidrotermais ativas, está a ser amplamente explorada atualmente. 
As ameaças associadas provavelmente incluirão impactos nas trocas gasosas e na capacidade de alimentação, atraso ou prevenção da recolonização de áreas minadas ou efeitos adicionais desconhecidos da exposição. 
Os campos de ventilação de Menez Gwen, Lucky Strike e Rainbow, no entanto, encontram-se nas Áreas Marinhas Protegidas 'Reserva Natural Marinha do Campo Hidrotermal' estabelecidas em 2011, dentro do Parque Marinho dos Açores (Ribeiro 2010, Calado et al. 2011). Portanto, não consideramos que haja qualquer ameaça ao Bathymodiolus azoricus neste momento. 
Uma reavaliação seria, portanto, merecida se houvesse uma mudança substancial no status das AMPs, em que a espécie pudesse se tornar Vulnerável, ou no caso de serem concedidas licenças de mineração, em que a espécie seria capaz de se tornar ameaçada com base na ameaça potencial para os três locais.